# Mario Salani
Mario Lodovico Salani (Milán, 12 de octubre de 1966) es un deportista italiano que compitió en vela en la clase Star.
Ganó una medalla de oro en el Campeonato Mundial de Star de 1991 y una medalla de plata en el Campeonato Europeo de Star de 1992.

## Palmarés internacional
| \| Campeonato Mundial \| Campeonato Mundial \| Campeonato Mundial \| Campeonato Mundial \| \| Año \| Lugar \| Medalla \| Clase \| \| ------------------ \| ------------------ \| ------------------ \| ------------------ \| \| 1991 \| Cannes (Francia) \| Medalla de oro \| Star \| \| Campeonato Europeo \| \| \| \| \| Año \| Lugar \| Medalla \| Clase \| \| 1992 \| Hyères (Francia) \| Medalla de plata \| Star \| |                  |                  |       |
| Campeonato Mundial |                  |                  |       |
| Año | Lugar            | Medalla          | Clase |
| 1991 | Cannes (Francia) | Medalla de oro   | Star  |
| Campeonato Europeo |                  |                  |       |
| Año | Lugar            | Medalla          | Clase |
| 1992 | Hyères (Francia) | Medalla de plata | Star  |